# Giao tranh tại Döbeln
Giao tranh tại Döbeln là một hoạt động quân sự trong cuộc Chiến tranh Bảy năm, đã diễn ra vào buổi sáng ngày 12 tháng 5 năm 1762,, gần Döbeln trên chiến trường Sachsen tại Đức. Dưới quyền chỉ huy của Hoàng tử Heinrich, quân đội Phổ đã giành chiến thắng toàn diện trong cuộc tập kích vào một quân đoàn của Đế quốc Áo dưới sự chỉ huy của Thiếu tướng Johann Franz Anton Zedtwitz, buộc quân đội Áo phải rút chạy ra khỏi doanh trại của mình mà về Freiberg. Thương vong của cả hai phía đều thấp, tuy nhiên Heinrich đã tóm gọn một nửa binh lực của quân đoàn Áo, trong đó có cả Zedwitz. Với chiến thắng ở Döbeln, vị hoàng tử nước Phổ đã thể hiện tài thao lược của mình. Đây cũng là thắng lợi mở màn của người Phổ trong chiến dịch năm 1762, và đã cắt đôi các lực lượng Áo và Đế quốc La Mã Thần thánh ở xứ Sachsen.
Mặc dù vậy, sau thất bại này, do người Áo đã tăng cường quân lực. Trong một số trận giao tranh lẻ tẻ, quân đội Áo đã giành một số lợi thế trước các tiền đồn của quân đội Phổ. Vào cuối tháng 10 năm 1762, sau khi Schweidnitz thất thủ tại Schlesien, vua Friedrich II của Phổ đã hành binh đến Sachsen để hỗ trợ cho vương đệ Heinrich của mình. Nhưng trước khi nhà vua ứng chiến, Heinrich đã tiến công và giành thắng lợi vang dội trong trận Freiberg vào ngày 29 tháng 10.